# Harmanschlag
Harmanschlag (früher auch Hellmannschlag) ist eine Ortschaft und als Harmannschlag eine Katastralgemeinde der Gemeinde St. Martin im Bezirk Gmünd in Niederösterreich mit 241 Einwohnern (Stand 1. Jänner 2024).

## Geografie
Das westlich der Ortschaft St. Martin gelegene und über die Landesstraße L8293 erreichbare Dorf befindet sich in einem Tal links der Lainsitz, über das man bis zum Nebelstein (1017 m ü. A.) gelangt, der von hier über mehrere Wanderwege erschlossen wird. Zur Ortschaft zählen weiters der Weiler Althütten sowie die Rotten Eisenwerk und Friedental. Am 1. April 2020 umfasste die Ortschaft 138 Adressen.

## Geschichte
Im Jahr 1822 wurde der Ort als Dorf mit 75 Häusern genannt, das über eine Pfarre und eine Schule verfügte. Die Herrschaft Weitra besaß die Ortsobrigkeit, übte die Landgerichtsbarkeit aus, besorgte die Konskription und hatte die Grundherrschaft inne.
Laut Adressbuch von Österreich waren im Jahr 1938 in Harmanschlag ein Arzt, ein Binder, zwei Elektrizitätswerke, ein Fleischer, vier Gastwirte, vier Gemischtwarenhändler, ein Glaser, ein Müller, zwei Sägewerke, ein Schmied, zwei Schneider und drei Schneiderinnen, eine Schnittwarenhändlerin, ein Schuster, ein Steinmetz, zwei Tischler, ein Viehhändler, ein Wagner und mehrere Landwirte ansässig.
Gegen Ende des Zweiten Weltkrieges wurden zwischen Juli 1944 und April 1945 ungarische Juden, darunter auch Frauen und Kinder, als Zwangsarbeiter für den Straßenbau, zur Flussregulierung und für landwirtschaftliche Tätigkeiten herangezogen.
Am 24. August 1963 wurde die Gemeinde Harmanschlag als letzte Gemeinde in Niederösterreich an das öffentliche Stromnetz angeschlossen.
Nachdem im Zuge der Kommunalreform in Niederösterreich mit Wirkung vom 1. Jänner 1971 die Gemeinden St. Martin und Langfeld zusammengelegt worden waren, wurde am 1. Jänner 1972 auch Harmanschlag in die neue Gemeindestruktur aufgenommen.

## Sehenswürdigkeiten
- Pfarrkirche Harmanschlag